# 由來千歲
夕季千歲（日语：夕季ちとせ，1991年10月10日—），日本AV女優。所屬事務所是ACT。舊藝名有七草千歲（七草 ちとせ，さえぐさ ちとせ）、由來千歲（由來 ちとせ，ゆら ちとせ）。

## 人物
2014年9月以「七草千歲」為藝名在AV界出道。2016年7月轉移事務所。藝名改成「由來千歲」。
興趣是散步和製作糕點。
2018年6月於個人Twitter上宣布自AV界引退。引退文章的最後寫著「もしまたAVの世界に戻る事があればその時は笑顔で迎えてほしい」。
2019年10月5日恢復個人的Twitter。
2020年6月25日以「夕季千歲」為藝名復出。所屬事務所是ACT。
2021年7月7日宣布退出事務所。

## 外部連結
- 夕季ちとせ的X（前Twitter）